# 莒厉公
莒厉公（？—前609年），己姓，名季佗，為春秋諸侯國莒国君主之一，是莒國第15任君主。莒纪公生大子仆和季佗，喜欢季佗讨厌仆，並且在國內多行無禮之事。鲁文公十八年（前609年），大子仆通过国人弑杀纪公，拿着宝玉投奔鲁国。季佗继位为莒厉公。
| 前任： 莒纪公 | 春秋莒国君主 前609年 | 繼任： 莒渠丘公 |